# Łódka (liturgia)

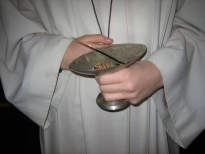
Łódka

Łódka (łac. navicula "łódka") – naczynie, w którym przechowuje się kadzidło, używane do spalania podczas okadzeń.
Nazwa naczynia pochodzi od jego kształtu, przypominającego łódkę. W okresie baroku występowała też w kształcie okrętu lub muszli. Naczynie wsparte na owalnej lub wielobocznej stopie było zamknięte wieczkiem zamocowanym na zawiasie. Do nabierania kadzidła i sypania go na rozżarzone węgle w kadzielnicy służy łyżeczka.
W judaizmie naczynie do przechowywania wonnych ziół nazywa się Balsaminka.